# National Trusts ejendomme i Nordirland
Dette er en liste over National Trusts ejendomme i Nordirland, som inkluderer herregårde, historiske huse, borge, kloster, museer eller andre ejendomme der drives af National Trust i Nordirland.

## County Antrim
- Carrick-a-Rede Rope Bridge
- The Crown Liquor Saloon
- Divis og Black Mountain, Belfast
- Dunseverick Castle
- Fair Head Coastal Nature Reserve
- Giant's Causeway
- Patterson's Spade Mill

## County Armagh
- Ardress House
- Coney Island, Lough Neagh
- Derrymore House

## County Down
- Castle Ward
- Mount Stewart
- Murlough Nature Reserve
- Rowallane Garden

## County Fermanagh
- Castle Coole
- Crom Estate
- Florence Court

## County Londonderry
- Downhill Estate and Mussenden Temple
- Hezlett House
- Springhill
- Portstewart Strand

## County Tyrone
- Gray's Printing Press, Strabane
- Wellbrook Beetling Mill, Cookstown